# Antígona (Sófocles)

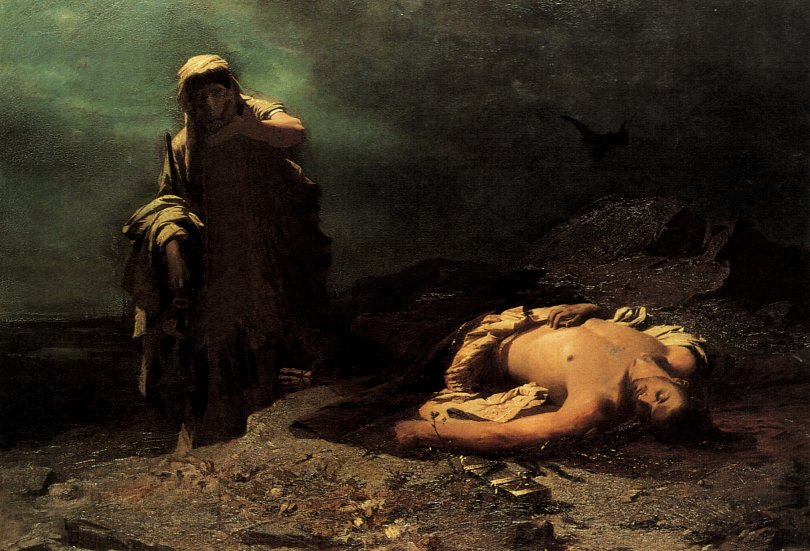
Antígona perante a morte de Polinice

Antígona (em grego Ἀντιγόνη) é uma tragédia grega de Sófocles, composta por volta de 442 AC. É cronologicamente a terceira peça de uma sequência de três tratando do ciclo tebano, embora tenha sido a primeira a ser escrita. A personagem do título é Antígona, filha de Édipo, e irmã de Etéocles e Polinice.

## Sinopse
A história tem início com a morte dos dois filhos de Édipo, Etéocles e Polinices, que se mataram mutuamente na luta pelo trono de Tebas. Com isso sobe ao poder Creonte, parente próximo da linhagem de Jocasta. Seu primeiro édito dizia respeito ao sepultamento dos irmãos Labdácidas. Ficou estipulado que o corpo de Etéocles receberia todo cerimonial devido aos mortos e aos deuses. Já Polinices teria seu corpo largado a esmo, sem o direito de ser sepultado e deixado para que as aves de rapina e os cães o dilacerassem. Creonte entendia que isso serviria de exemplo para todos os que pretendessem intentar contra o governo de Tebas.
Ao saber do édito, Antígona deixa claro que não deixará o corpo do irmão sem os ritos sagrados, mesmo que tenha que pagar com a própria vida por tal ação. Mostra-se insubmissa às leis humanas por estarem indo de encontro às leis divinas.
Ainda no primeiro episódio, Creonte é informado por um guarda de que o corpo de Polinices havia recebido uma camada de pó e com isso seu édito havia sido desrespeitado, colocando sua autoridade à prova. Ele se enfurece ainda mais quando o coro interroga-se, questionando se não teria sido obra dos próprios deuses.
Entra o primeiro estásimo, quando o coro exalta a capacidade do homem.
No segundo episódio o guarda descobre que o rebelde tratava-se de Antígona e a leva até Creonte. Trava-se então um duelo de ideias e ideais: de um lado a fé, tendo como sua defesa o cumprimento às leis dos deuses, as quais são mais antigas e, segundo ela, superiores às terrenas, e de outro lado o inquisidor, que tenta mostrar que ela agiu errado, explica seus motivos e razões, mas cada um continua impávido em suas crenças. Creonte manda também chamar Ismênia, que mesmo sem ter concordado com o ato da irmã, ainda no prólogo, confessa o crime que não cometeu. Ainda assim não recebe a admiração da irmã, a única e real transgressora. Ambas são condenadas à morte.
O segundo estásimo reflete sobre as maldições que se acumularam sobre os Labdácidas. O diálogo travado entre Creonte e seu filho Hêmon, futuro marido de Antígona, já no terceiro episódio, explicita a honradez do jovem rapaz e sua submissão às ordens paternas. Contudo, não deixa de levar argumentos concretos para a defesa de sua amada, de como o édito está sendo contestado pelo povo nas ruas, e que toda a cidade está de acordo com o feito de Antígona. Nesse ponto o autor mostra que a vaidade e o poder já tomaram conta de Creonte, que acredita ser o único a poder ordenar e governar aquele país (“E a cidade é que vai prescrever-me o que devo ordenar?” – linha 734 – e “Acaso não se deve entender que o Estado é de quem manda?” – linha 738). O filho ainda tenta trazê-lo à razão na linha 745: “Não tens respeito por ele [seu soberano poder] quando calcas as honras devidas aos deuses”. A discussão se acalora a ponto de Hêmon ameaçar se matar caso o pai não revogue a condenação, mas é entendido como uma ameaça de parricídio. Então o tirano decide tornar mais cruel a pena de Antígona, aprisionando-a em uma caverna escavada na rocha, só com o alimento indispensável, para assim ter um fim lento.
O terceiro estásimo celebra Eros, deus do amor, que geralmente leva as pessoas a ignorarem o bom senso.
O quarto episódio mostra as lamentações de Antígona. Pode-se entender de um lado como sendo uma tentativa de insuflar o povo a se revoltar contra o governo tirano de Creonte, mas também uma autocomiseração, mesmo diante de falas como “sem lágrimas”, “...eu, em muito a mais perversa”.
O coro, no quarto estásimo, faz comparações com outras personagens mitológicas que também foram emparedadas.
Quinto episódio: entra Tirésias, adivinho conhecido e respeitado por todos. Ele adverte Creonte do mal que irá se abater em sua vida devido à sua teimosia, e que os deuses estão enfurecidos. Ele mantém-se irredutível, mas após a partida do adivinho é convencido pelo coro a libertar Antígona e sepultar Polinices.
No quinto estásimo o coro recorre a Dioníso, patrono de Tebas, para que ele restaure a cidade.
O desfecho trágico apresentado no êxodo é típico sofocliano, com diversas mortes. Mesmo tendo sepultado ele mesmo o sobrinho há muito morto, Creonte terá que viver com o peso da morte de Antígona, que havia se matado quando ele fora buscá-la, com o suicídio de seu filho Hêmon, ao saber da morte da amada, e com o suicídio da própria esposa, Eurídice, ao receber a notícia da morte do filho querido.

## Sobre a Peça
Esta obra é uma das três que compõem o que ficou conhecido como Trilogia Tebana, da qual também fazem parte Édipo Rei e Édipo em Colono. Essas três peças foram unidas posteriormente, e não faziam parte da mesma trilogia quando Sófocles as escreveu. Na verdade, cada uma era parte de uma trilogia diferente, mas apenas essas três peças chegaram aos dias de hoje[carece de fontes?].
A peça é feita pelo prólogo, que nesse caso é dialogado, no qual as irmãs Antígona e Ismênia conversam e nos dão uma visão geral dos acontecimentos, em cinco episódios, cinco estásimos, que são as entradas do coro em cena trazendo informações ao público sobre o assunto da peça, e o êxodo, parte final.

## Análise
Uma forma de solucionar o dilema do poder político é consolidá-lo num homem, criando uma figura messiânica. Um autocrata é alguém que é um governante independente. Seu poder (kratos) é derivado de si mesmo (auto). Ele continua no poder por seu próprio decreto e é apoiado pelo poder militar.O absolutismo monárquico e a autocracia sempre foram sinônimos de incoerência pragmática, tanto em Tebas quanto em qualquer Estado. Com a temática reduzida à cidade grega, assiste-se uma cena trágica de uma irmã com um único desejo: prover um fim justo ao irmão.
O ímpeto de Creonte pode ser facilmente comparado com o de outros monarcas da história, representado e mistificado por palavras que hoje viraram ditos, como por exemplo a expressão francesa “L’état c’est moi”, que traduzida significa “O Estado sou eu”, uma famosa expressão do rei Luís XIV, o qual na época achava que o país deveria girar em torno de si.  O Rei Creonte acima  do Estado e o Estado abaixo de Creonte, assim pode-se traduzir o foco, que gera a contestável consequência: a frustração e manifestação popular.

## Traduções
Existem, em português, algumas traduções do grego dessa tragédia, tanto em verso como em prosa. Das brasileiras, citam-se a de Guilherme de Almeida, em versos endecassílabos, Donaldo Schüler, em verso livre, Domingos Pascoal Cegalla, Mário da Gama Kury, em dodecassílabos, e Lawrence Flores Pereira, em dodecassílabo. Dentre as traduções em verso, as mais notáveis artisticamente são as de Guilherme de Almeida e de Lawrence Flores Pereira por distinguirem formalmente as partes do coro e as partes dramáticas. A tradução de Flores Pereira vem acompanhada de notas detalhadas escritas por Kathrin Rosenfield.
Em Portugal, Maria Helena da Rocha Pereira traduziu a peça. Em 1953, o escritor e encenador António Pedro fez uma glosa à tragédia de Sófocles, igualmente designada de Antígona, para o 2º espectáculo da recém-formada companhia do Teatro Experimental do Porto, do Círculo de Cultura Teatral. Na impossibilidade de levar à cena a Antígona, do francês Jean Anouilh, proibido de ser representado em Portugal, pela Censura do Estado Novo, António Pedro reescreve o mito, no qual inscreve a sua experiência de leitura de Anouilh, Pirandello e Brecht, tornando-a numa experiência metateatral, em que se sente o espírito de oposição ao regime de Salazar, ainda que a censura não lhe tenha feito cortes literários. Hélia Correia retomou o mito em Perdição, um exercício sobre Antígona. Armando Nascimento Rosa também retomou o mito, adaptando-o para um contexto de Ficção Científica, em "Antígona Gelada" levada à cena originalmente em 2008/9 pela Comuna - Teatro de Pesquisa / Cendrev e em 2014 na ESTC como Exercício final de Mestrado Artes Performativas 1º Ano (Interpretação e Teatro Musica).

## Apresentações
Em 1966 foi apresentado o espetáculo Antígona, de Sófocles, com direção de Benjamin Cattan, no Teatro Municipal de São Paulo, com uma tradução da SBAT.